# Симон, брат Ісуса

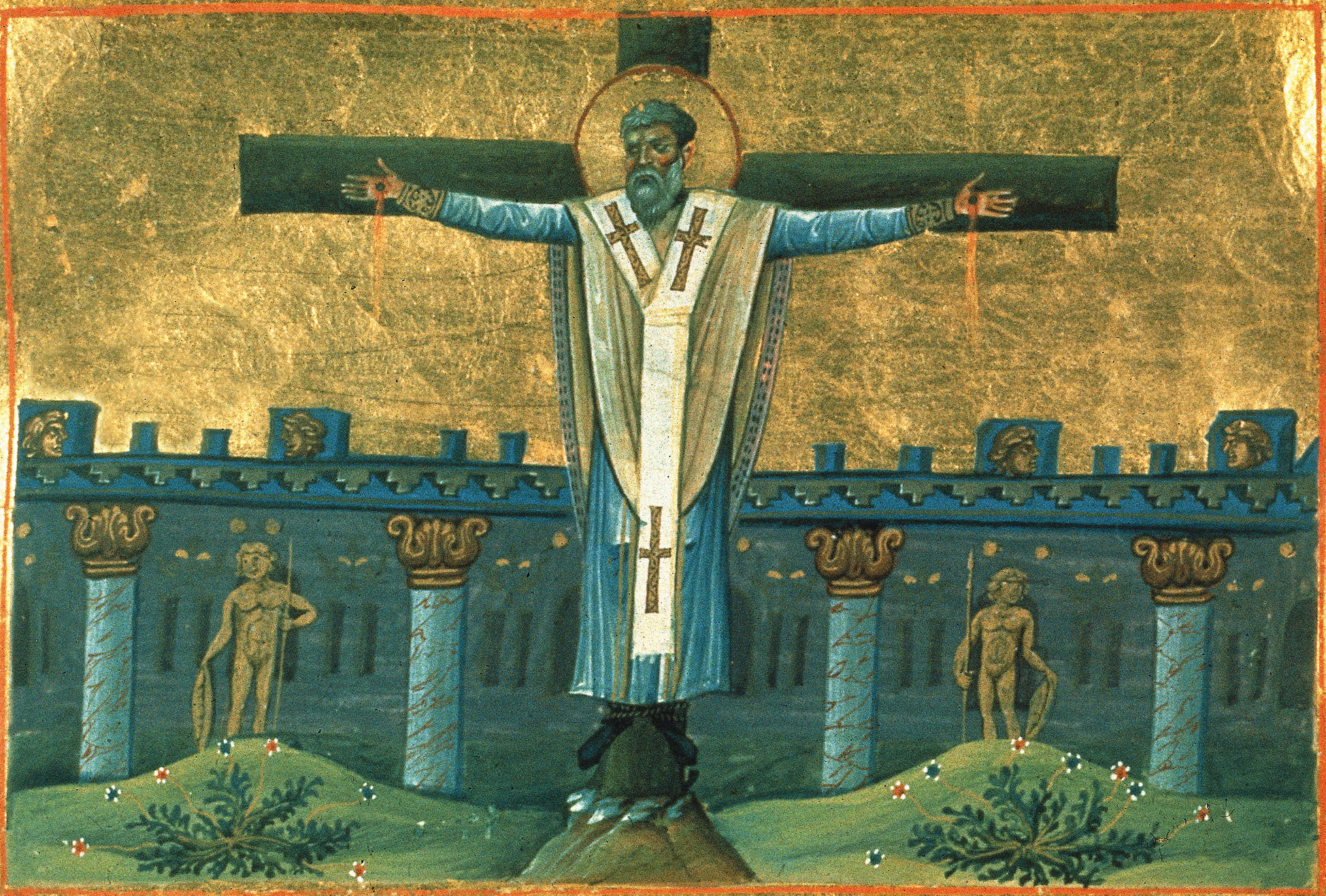
Мученицька смерть святого Симеона (Менологій Василія II, X ст.)

Симон ( дав.-гр. Σίμων) описаний у Новому Завіті як один із «братів» Ісуса ( грец. ἀδελφοί, трансліт. аделфой, досл. «брати»). 

## Новий Завіт
У Матв. 13:55 люди запитують про Ісуса: «Чи не син це теслі? Чи не його мати зветься Марія? а брати його: Яків, і Йосія, і Симон, і Юда?» тоді як у Марк 6:3 вони запитують: «Чи не той тесля, син Марії, брат Якова, і Йосії, і Юди, і Симона? І чи не сестри його тут з нами?»
Католицька церква визначила, що «брати Ісуса» не є біологічними дітьми Марії  через догмат про вічну незайманість Марії   на підставі якого вона відкидає ідею про те, що Симон і будь-хто інший ніж Ісус Христос міг бути біологічним сином Марії, що свідчить про те, що так звані Деспозіні були або синами Йосипа від попереднього шлюбу (іншими словами, зведеними братами) або були двоюрідними братами Ісуса.  Католицька енциклопедія припускає, що Симон може бути тією ж особою, що Симеон Єрусалимський або Симон Зілот.  Деякі протестантські тлумачі, які заперечують вічну незайманість Марії, зазвичай вважають Симона зведеним братом Ісуса.
Відповідно до збережених фрагментів твору Виклад висловлювань Господа апостольського отця Папія Ієрапольського, який жив бл. 70–163 роки нашої ери, Марія, дружина Клеопова або Алфея, буде матір’ю Симона, брата Ісуса:
 
Яків Табор у своїй суперечливій книзі «Династія Ісуса » припускає, що Симон був сином Марії та Клеопа .  У той час як Роберт Айзенман припускає, що ним був Симон Кифа (Симон Скеля), відомий грецькою мовою як Петро (від petros «скеля»), який очолював єврейську християнську громаду після смерті Якова в 62 році нашої ери.